# ووله-له-روز
ووله-له-روز (به فرانسوی: Veules-les-Roses) یک روستا در ۷۵ کیلومتری شمال لوآور در استان بریتانی ، فرانسه قرار دارد . جمع‌آوری میگو و صدف یکی تفریحات و مشاغل مردم ووله-له-روز است . 

## نگارخانه

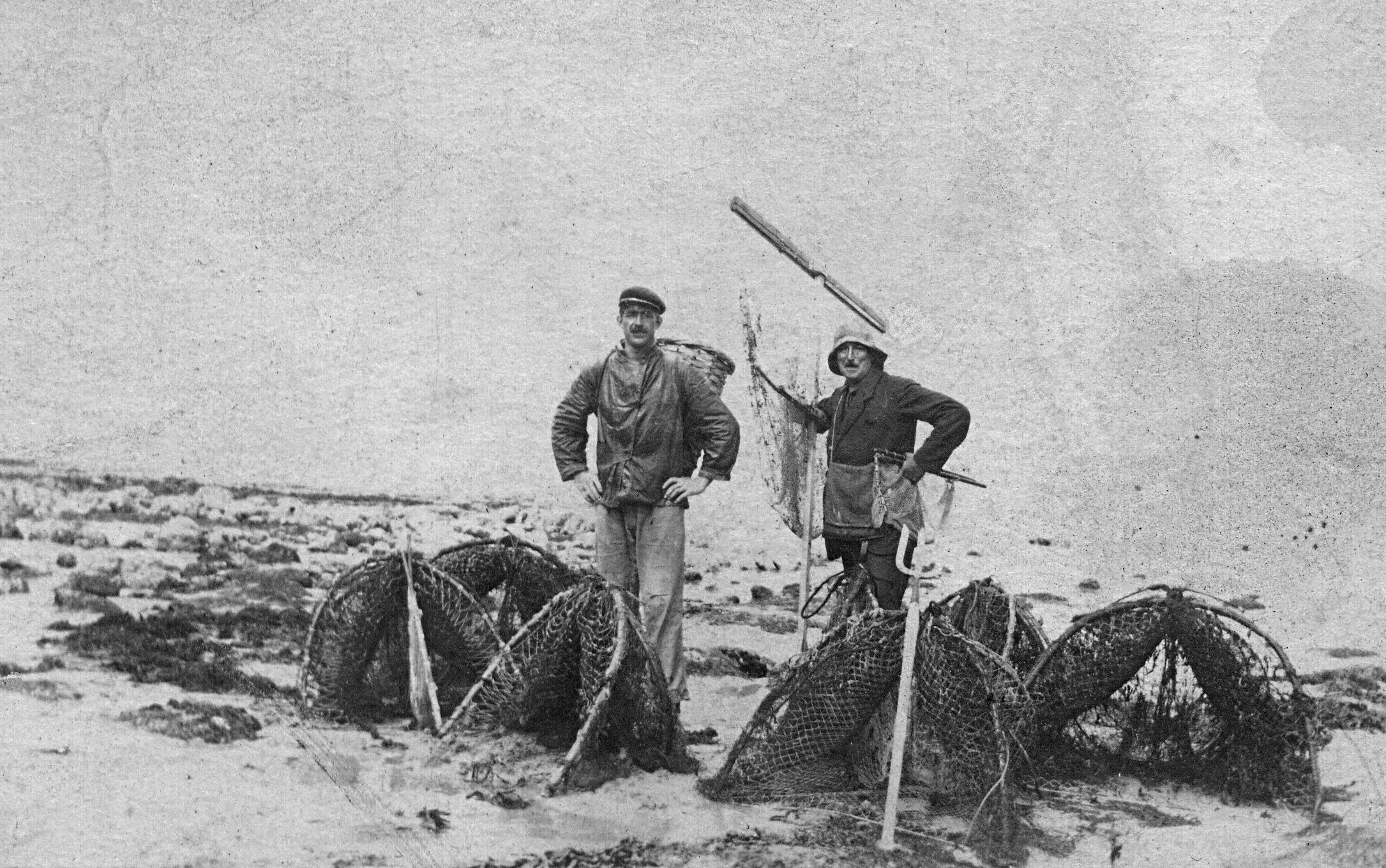
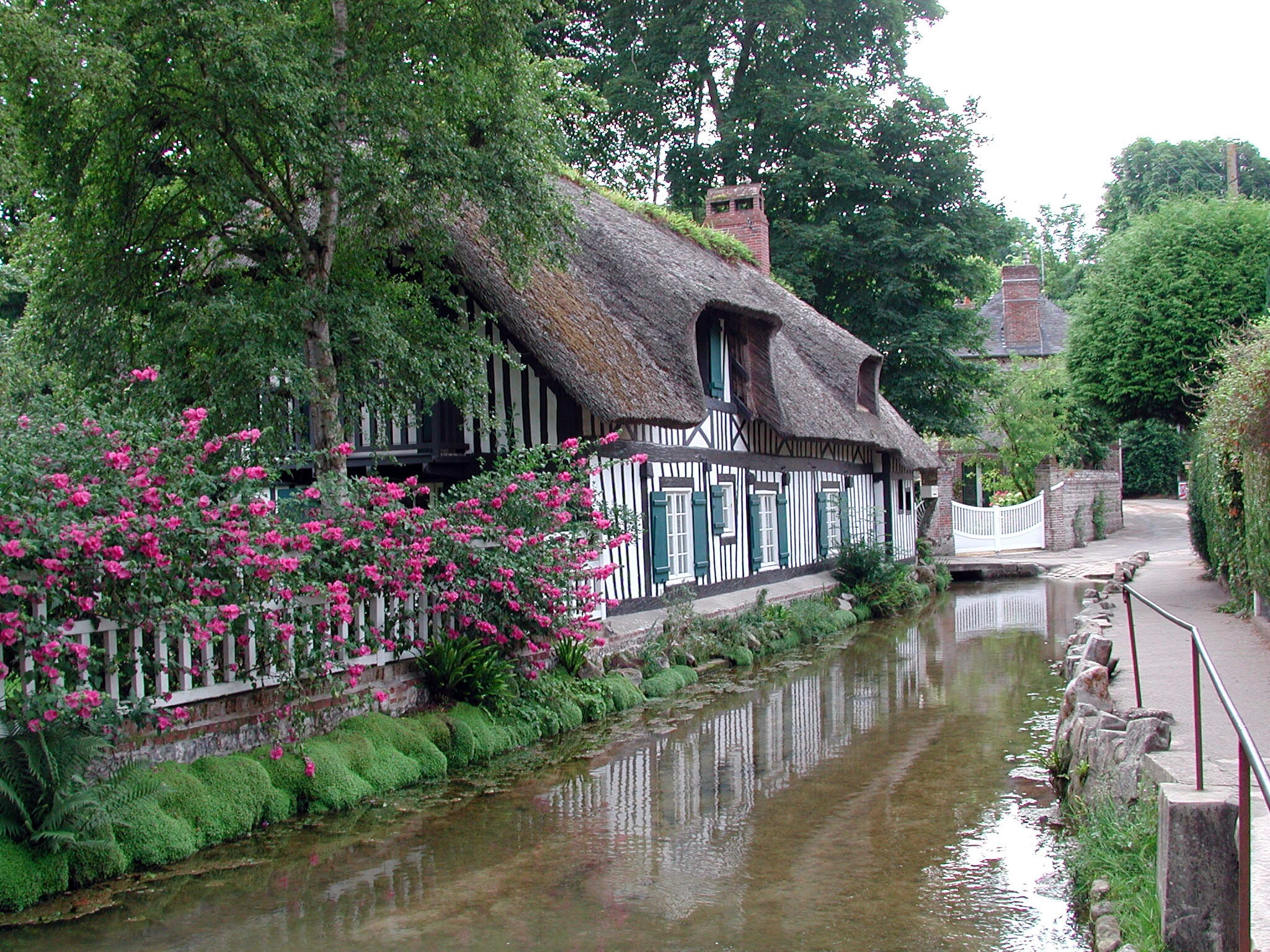
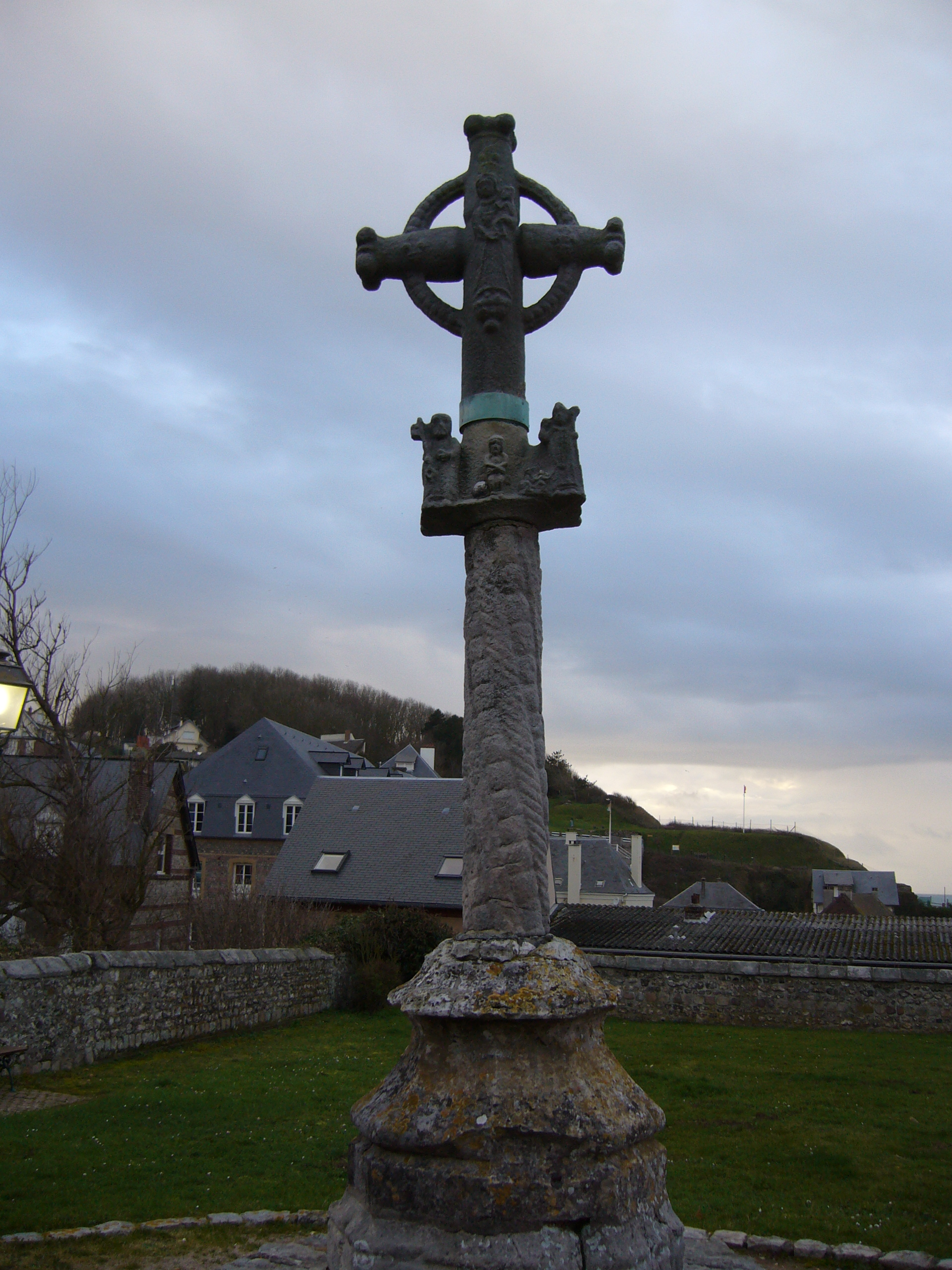
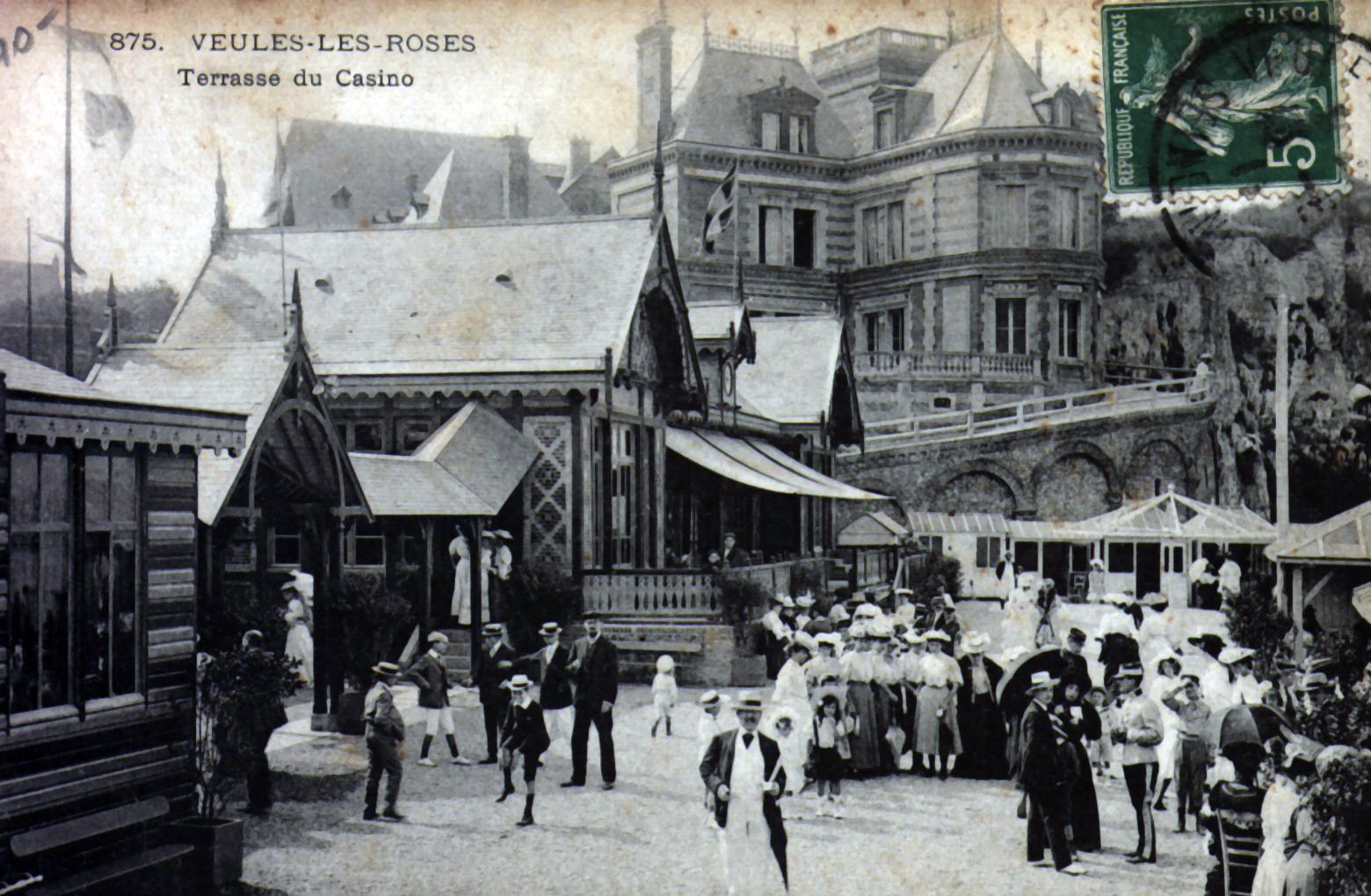
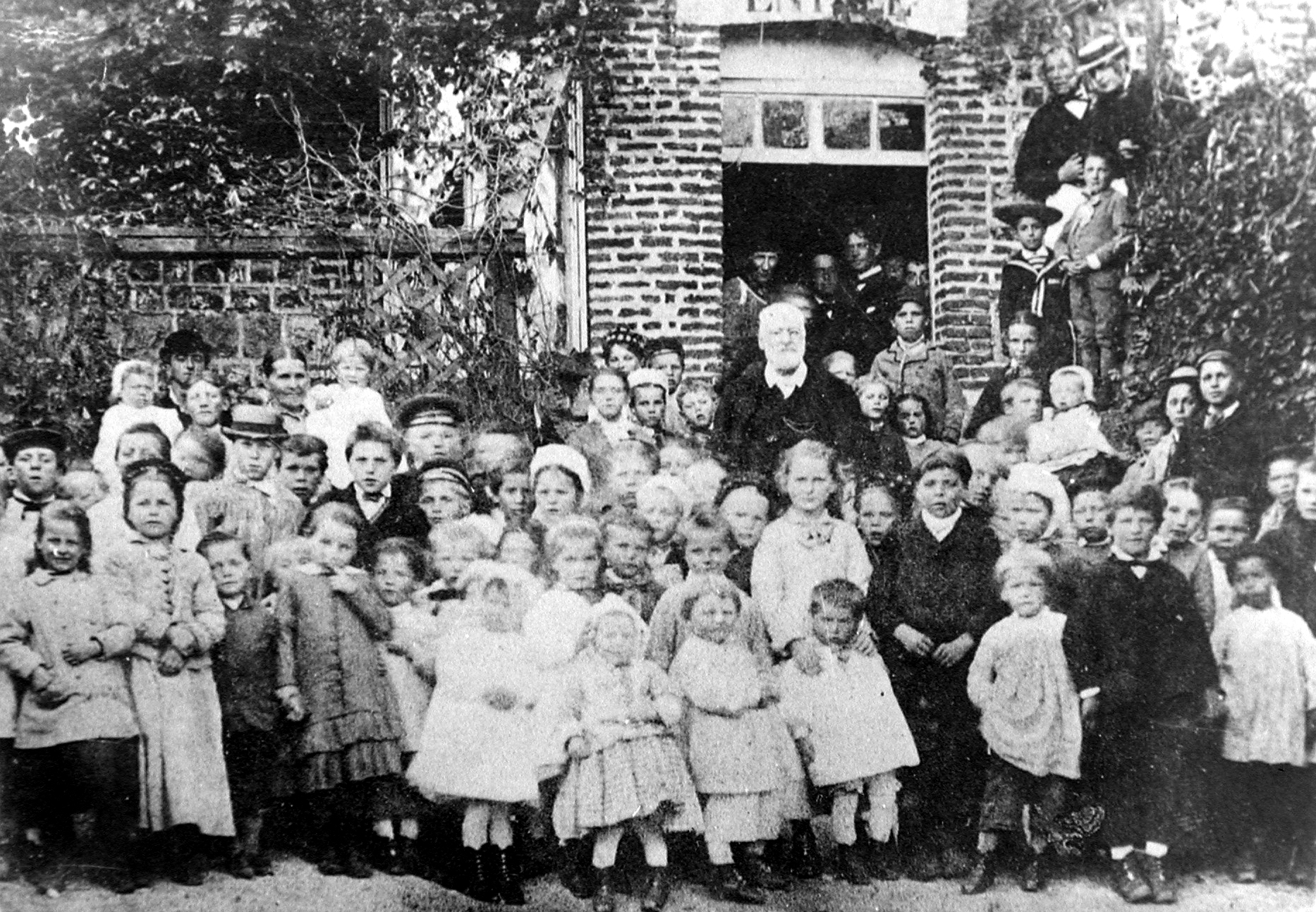
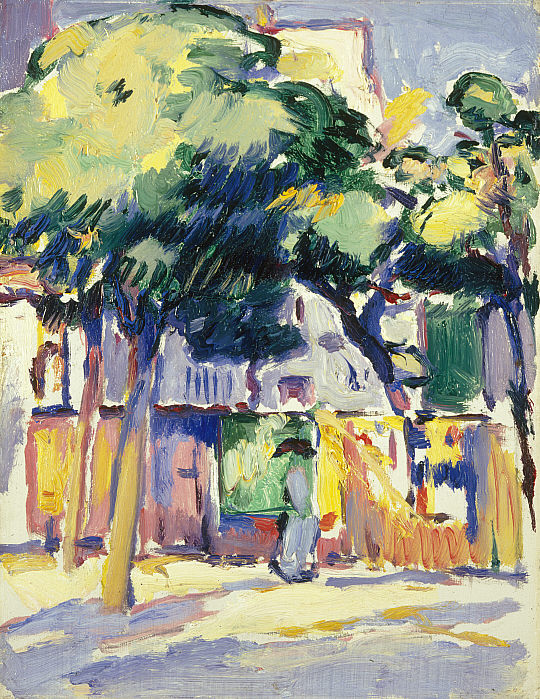
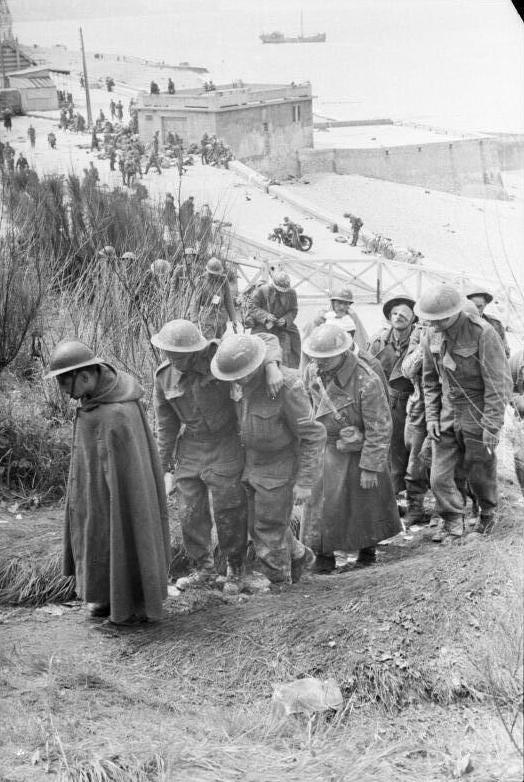
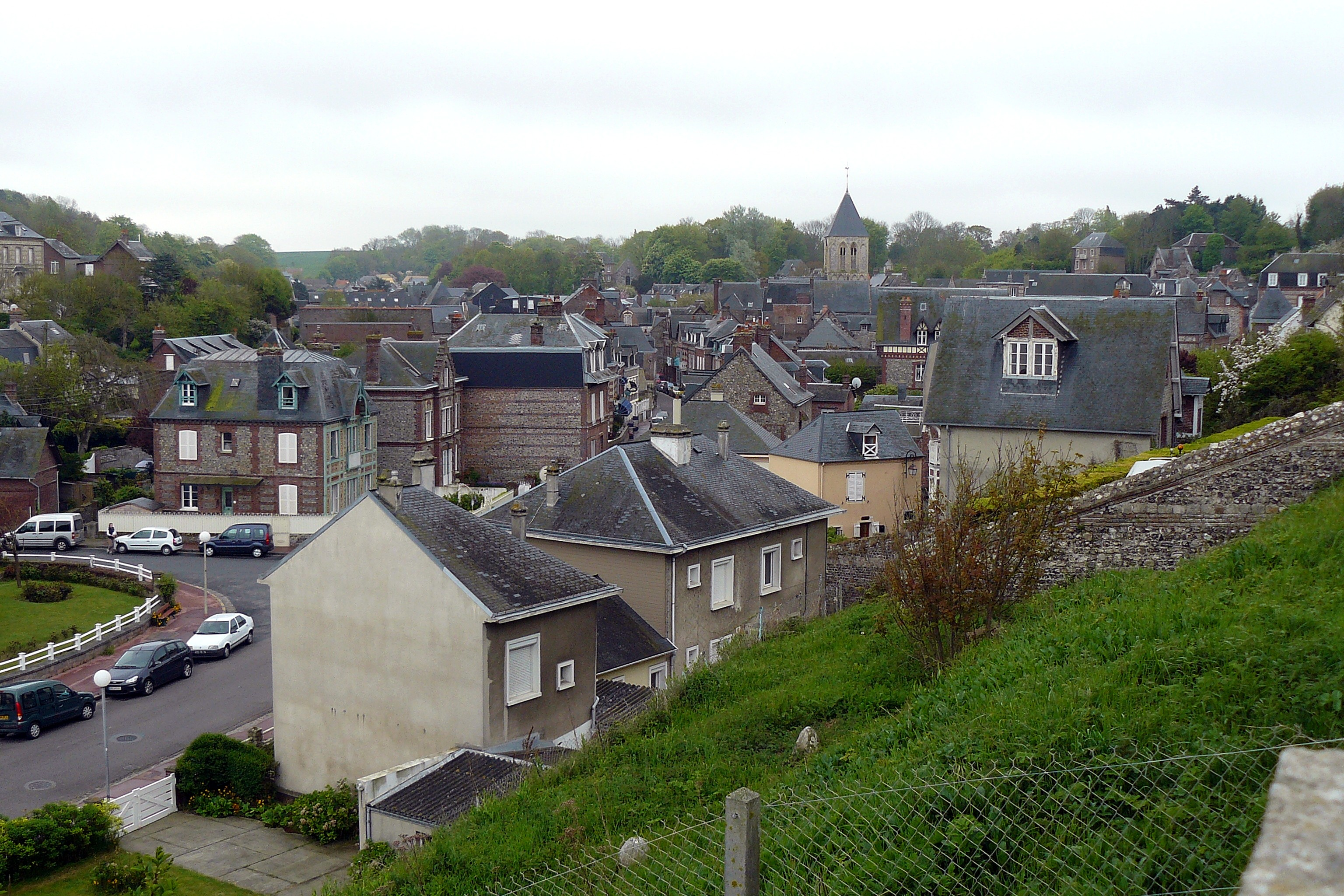
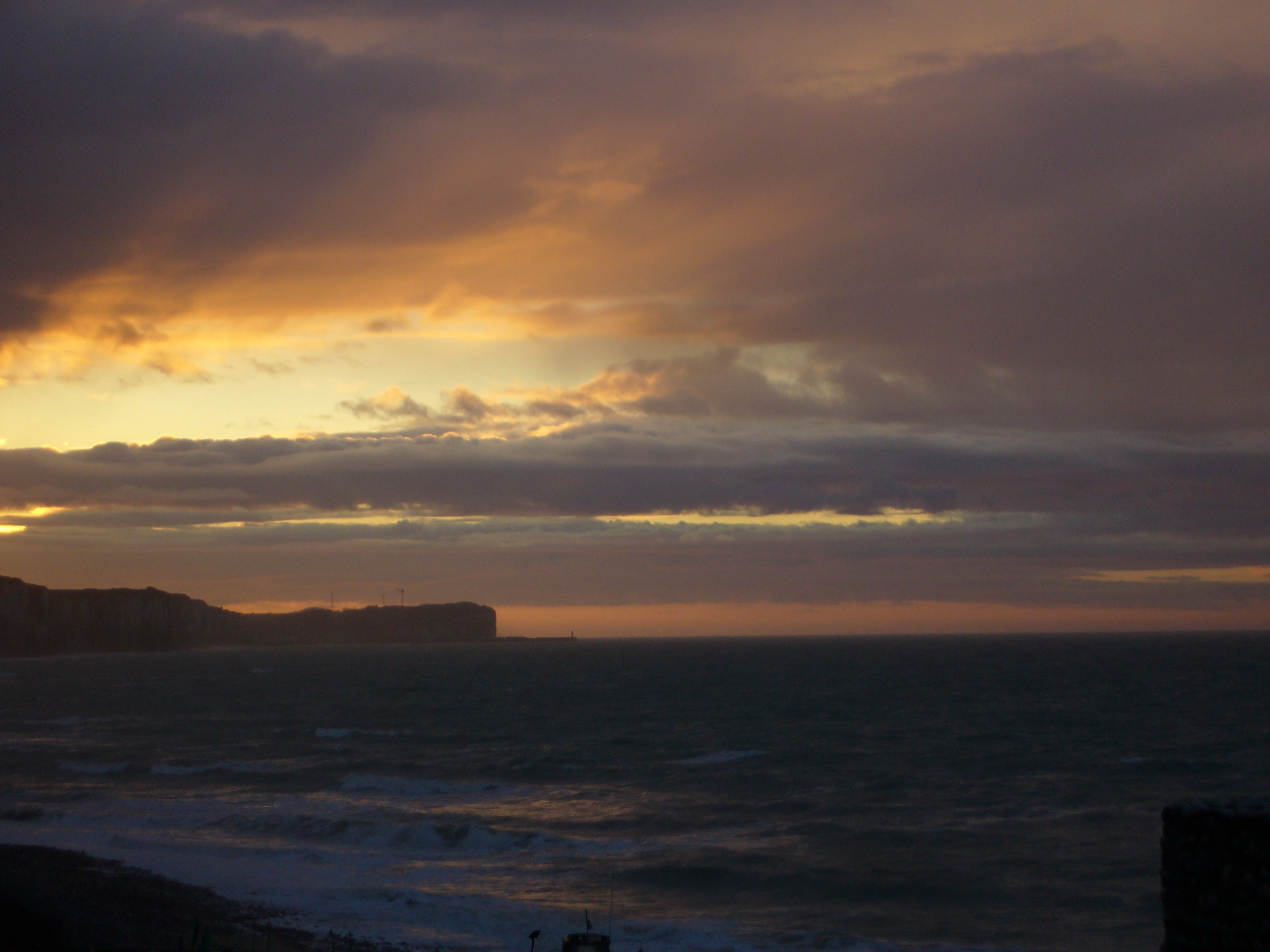

## جاذبه‌های توریستی
- غار ویکتور هوگو
- یادبود واسیلی پولنوف
- پلاژ ووله-له-روز
- پلاژ برهنگی ایسکامت